# Orchestre des femmes d'Auschwitz
L'orchestre des femmes d'Auschwitz était l'orchestre constitué dans le camp des femmes d'Auschwitz-Birkenau. Il fut créé au printemps 1943, à l'initiative de Maria Mandl, gardienne auxiliaire des SS (Aufseherin) responsable du camp des femmes de Birkenau, et de Franz Hössler, Obersturmführer SS. Les instruments provenaient de l'entrepôt où étaient stockés les effets personnels raflés à l'arrivée des convois. La direction est d'abord confiée à Zofia Czajkowska, détenue polonaise, professeure de musique. Les membres de cette formation étaient toutes des déportées, qui se virent pour la plupart protégées momentanément par l'appartenance à l'orchestre de l'extermination dans les chambres à gaz, ou par les travaux forcés, jusqu'en janvier 1945. Sous la direction de Zofia Czajkowska, l'orchestre a un répertoire restreint et joue principalement matin et soir lors de la constitution des Kommandos avant les départs au travail et au retour, avant l'appel du soir. En août 1943, quelques semaines après son arrivée au camp, c'est Alma Rosé, la nièce de Gustav Mahler, et fille d'Arnold Rosé, qui la remplace. Alma Rosé avait précédemment dirigé un orchestre de femmes, les Wiener Walzermädeln, dans sa ville natale de Vienne.
Parmi la centaine de pièces qui constitue le répertoire des orchestres d'Auschwitz, figurent l'ouverture de La Pie voleuse de Gioachino Rossini, Le Beau Danube bleu de Johann Strauss, les Danses hongroises de Johannes Brahms, Judith de Franz Lehar, Rigoletto de Giuseppe Verdi. L'orchestre pouvait se procurer des partitions issues des effets personnels des déportés stockés dans l'Effektenkammer. Il arriva également que des SS fournissent eux-mêmes des partitions qu'ils voulaient entendre interpréter. D'après des versions originales le plus souvent pour piano et instrument soliste, Alma Rosé effectuait un arrangement ou une orchestration puis les copistes étaient ensuite chargées de recopier chaque partie pour chaque instrument de l'orchestre.
Sous la direction d'Alma Rosé, l'orchestre poursuit ses activités d'accompagnement musical de la mise en place des Kommandos et joue également sur la demande des SS pour leurs invités, ou pour la distraction des gardiens et officiers, à disposition desquels un répertoire était disponible dans le baraquement où les déportées s'entraînaient dans la journée. Après la mort d'Alma Rosé en avril 1944, Sonia Vinogradova reprend la direction mais elle ne parvient pas à maintenir le niveau de l'orchestre. L'avancée des armées alliées mène à une dissolution de l'ensemble quelques mois plus tard, ses membres étant pour la plupart transférées à Bergen-Belsen.
Après la mort en juillet 2021 d'Esther Bejarano, Hilde Simha, Rivka Bacia (Regina Kuperberg) et Anita Lasker-Wallfisch sont les dernières survivantes de l'orchestre des femmes d'Auschwitz Birkenau.

## Membres de l'orchestre par activité

### Cheffes d'orchestre
- Zofia Czajkowska, polonaise, avril 1943 à août 1943
- Alma Rosé, violoniste, juive, autrichienne, août 1943 à avril 1944
- Sonia Vinogradova, avril 1944 à janvier 1945

### Violon
- Helena Dunicz-Niwińska, polonaise
- Zofia Cykowiak, polonaise
- Hélène Wiernik, belge, juive
- Hélène Scheps, belge, juive
- Jadwiga Zatorska, polonaise, juive
- Irena Lagowska, polonaise
- Violette Jacquet-Silberstein, française née en Roumanie, juive
- Julie Stroumsa, grecque, juive
- Hélène Rounder, française, juive
- Lily Mathé, hongroise, juive
- Elsa Miller, allemande, juive
- Hilde Grunbaum (Simha), allemande, juive
- Fanny Rubak, française, juive, convoi no 57 parti de Drancy le 18/07/1943, matricule 1780

### Violoncelle
- Anita Lasker-Wallfisch, allemande, juive
- Maria Kroner, allemande, juive

### Contrebasse
- Yvette Assael, grecque, juive

### Mandoline
- Fanny Birkenwald (Kornblum), belge, juive
- Rachela Zelmanowicz (Olewski), polonaise, juive
- Masza Pietrkowska, polonaise, juive
- Helen Spitzer Tichauer, tchèque, juive

### Piano
- Sonia Vinogradovna, russe
- Danuta Kollakowa, polonaise

### Guitare
- Margot Anzenbacher (Wtrovcova), tchèque, juive
- Sztefania Baruch, polonaise, juive

### Flûte
- Lola Kroner, allemande, juive
- Ruth Bassin, allemande, juive
- Sylvia Wagenberg, allemande, juive
- Karla Wagenberg, allemande, juive

### Accordéon
- Rivka Bacia (Regina Kuperberg), polonaise, juive
- Flora Schrijver, néerlandaise, juive
- Yvette Maria Assael (Lennon) (elle a aussi joué du piano et de la contrebasse), grecque, juive
- Lily Assael, grecque, juive
- Esther Bejarano (Löwy), allemande, juive[5]

### Percussions
- Helga Schiessel, allemande, juive

### Voix
- Eva Steiner, hongroise, juive
- Lotte Lebedowa, tchèque, juive
- Maria Bielicka, polonaise
- Claire Monis, française, juive
- Fania Fénelon, française, juive a écrit Sursis pour l'orchestre (récit)
- Ewa Stojowska, polonaise. Elle jouait aussi du piano.
- Janina Kalicinska, polonaise

## Livres
- Fania Fénelon et Marcelle Routier, Sursis pour l'orchestre, Paris, Stock, 1976, 396 p. (ISBN 978-2-234-00497-9, OCLC 299343513).
- Violette Jacquet-Silberstein et Yves Pinguilly (ill. Marcellino Truong), Les sanglots longs des violons de la mort : avoir dix-huit ans à Auschwitz, Paris, Oskar, coll. « Cadet » (no 2), 2005, 39 p. (ISBN 978-2-35000-044-2, OCLC 470641604).
- Jean-Jacques Felstein, Dans l'orchestre d'Auschwitz : le secret de ma mère, Paris, Imago, 2010, 205 p. (ISBN 978-2-84952-094-9, OCLC 864196474) (fait référence à Elsa Miller).
- (de) Esther Bejarano, Birgit Gardner, Wir leben trotzdem [We live nevertheless],  (ISBN 3-89144-353-6)
- (de) Esther Bejarano, Man nannte mich Krümmel
- (en) Richard Newman et Karen Kirtley, Alma Rosé : Vienna to Auschwitz, Pompton Plains, Amadeus Press, 2003, 407 p. (ISBN 978-1-57467-085-1, OCLC 469886927).
- Anita Wallfisch (trad. Jacqueline Lahana), La vérité en héritage : la violoncelliste d'Auschwitz [« Inherit the truth »], Paris, A. Michel, 1999, 235 p. (ISBN 978-2-226-10462-5, OCLC 367612312)
- (de) Gabriele Knapp, Das Frauenorchester in Auschwitz. Musikalische Zwangsarbeit und ihre Bewältigung, Hamburg, Von Bockel Verlag, 1996 (L'Orchestre des femmes d'Auschwitz)
- Lilla Máthé, Asszonysors
- (de) Mirjam Verheijen, Het meisje met de accordion : de overleving van Flora Schrijver in Auschwitz-Birkenau en Bergen-Belsen
- (en) Rachela Zelmanowicz (Olewski), Crying is Forbidden Here! (Ici, il est interdit de pleurer !),  (ISBN 978-965-91217-1-7)
- (pl) Helena Dunicz-Niwińska, Drogi mojego życia. Wspomnienia skrzypaczki z Birkenau [« Au prix de ma vie. Souvenirs de la violoniste de Birkenau »], Musée d'Auswchitz-Birkenau, 2013, 184 p.
- Jacques Stroumsa (préf. Beate Klarsfeld), Tu choisiras la vie : violoniste à Auschwitz, Paris, Cerf, coll. « Histoires-judaïsmes. », 1998, 148 p. (ISBN 978-2-204-05914-5, OCLC 937434260) (fait référence à Julie Stroumsa).
- Élise Petit, La musique dans les camps nazis, catalogue d'exposition, Paris, Mémorial de la Shoah, 2023
- Bruno Giner, Survivre et mourir en musique dans les camps nazis, ed. Berg, 2014  (ISBN 978-2-7521-0382-6)

## Filmographie
- Playing for Time, Linda Yellen (1980). Il s'agit d'un téléfilm basé sur la pièce d'Arthur Miller adaptée de Sursis pour l'orchestre.
- Esther Bejarano and the girl orchestra of Auschwitz, Christel Priemer (1992)
- La chaconne d'Auschwitz, documentaire de Michel Daëron (Les Films d'Ici, 1999)